# 紫貂
紫貂(学名：Martes zibellina)，也叫黑貂、林貂，为哺乳纲食肉目鼬科动物。
紫貂形似黄鼬，体长30－40厘米，尾巴短而粗，长约11－19厘米，末端毛很长，耳朵大；身体为暗褐色，头部颜色较浅；爪很尖利，适合于爬树。
紫貂是一种特产于亚洲北部的貂属动物。它们分布于乌拉尔山、西伯利亚、蒙古、中国东北以及日本北海道等地。紫貂以其皮毛闻名，黑色的皮毛价值最高。
紫貂是在白天活动的猎食者。它们通过嗅觉和听觉猎取小型猎物，包括花栗鼠、松鼠、老鼠、小鸟和鱼类。有时它们也吃浆果和松果。
紫貂大多在森林的地面上筑巢，在天气恶劣或遭遇捕杀时下，它们会躲在巢穴中，甚至将食物储藏在里面。紫貂是一种比较凶残的动物，但驯养的紫貂也常常显得活泼好动而且比较“温驯”。

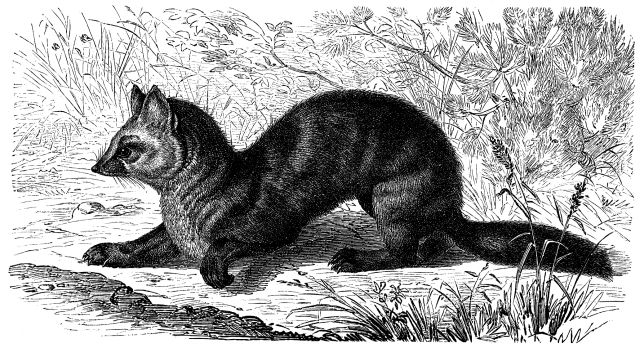

紫貂的皮毛称为貂皮，在中国只产于东北地区，与“人参、鹿茸”并称为“东北三宝”。现已被中国列为一级保护动物，严禁捕猎野生的紫貂。

## 相关链接
- 视频：紫貂家族的冰雪奇缘_今日头条官网[永久]